# جايلز بارنز
جايلز جوردون بارنز  (بالإنجليزية: Giles Gordon Barnes)‏ هو لاعب كرة قدم جامايكي/إنجليزي ، مواليد 5 أغسطس 1988م في لندن ، يلعب في نادي هيوستن دينامو الأمريكي، ومثل منتخب جامايكا لكرة القدم في بطولة كوبا أمريكا 2015 التي أقيمت في تشيلي .

## روابط خارجية
- جايلز بارنز على موقع الدوري الأمريكي (الإنجليزية)
- جايلز بارنز على موقع قاعدة بيانات كرة القدم.إي يو (الإنجليزية)
- جايلز بارنز على موقع ناشيونال فوتبول تيمز (الإنجليزية)
- جايلز بارنز على موقع Soccerbase.com (لاعب) (الإنجليزية)
- جايلز بارنز على موقع Soccerway.com (الإنجليزية)
- جايلز بارنز على موقع عالم كرة القدم.نت (الإنجليزية)
- جايلز بارنز على موقع AS.com (الإسبانية)